# Sylvia Brandis Lindström
Sylvia Brandis Lindström (früherer Name: Sylvia Brandis, * 1959 in Hamburg) ist eine deutsch-schwedische Pferdetrainerin und Schriftstellerin.

## Leben
Nach dem Besuch eines Gymnasiums in Norderstedt studierte Sylvia Brandis Lindström Tiermedizin. Sie brach das Studium nach dem vierten Semester ab und widmete sich dem Verfassen von Tierbüchern für Kinder und Jugendliche. 1992 zog sie nach Schweden. Seit 1994 lebt sie auf der Insel Öland, wo sie in der Ausbildung von Dressurpferden sowie als Schriftstellerin tätig ist. Seit 2020 ist sie mit einem deutschen Toningenieur verheiratet.
Sylvia Brandis Lindström gewann 1988 beim Ingeborg-Bachmann-Wettbewerb in Klagenfurt das Stipendium der Kärntner Industrie.

## Werke
- Español, Reinbek bei Hamburg 1992.
- Mein Pony, Reinbek bei Hamburg 1993.
- Momme, Reinbek bei Hamburg 1993.
- Momme in Schweden, Reinbek bei Hamburg 1994.
- Mein Huhn, Reinbek bei Hamburg 1995 (zusammen mit Katharina Lausche).
- Mein Schwein, Reinbek bei Hamburg 1995 (zusammen mit Katharina Lausche).
- Mein Hamster, Reinbek bei Hamburg 1997 (zusammen mit Katharina Lausche).
- Pony, Pony, Reinbek bei Hamburg 1997 (zusammen mit Katharina Lausche).
- Mein Meerschweinchen, Reinbek bei Hamburg 1998 (zusammen mit Katharina Lausche).
- Windsbraut. Rütten & Loening, Berlin 2014, ISBN 978-3-352-00878-8.
- Inselfeuer. Kriminalroman, Aufbau Verlag, 2016, ISBN 978-3-7466-3192-9.
- Inselnacht. Kriminalroman, Aufbau Verlag, 2017, ISBN 978-3-7466-3312-1.
- Ein Meer aus Licht und Farben, Eden Books, 2021, ISBN 978-3-95910-306-0.

| Personendaten    | Personendaten                                            |
| ---------------- | -------------------------------------------------------- |
| NAME             | Brandis Lindström, Sylvia                                |
| ALTERNATIVNAMEN  | Brandis, Sylvia                                          |
| KURZBESCHREIBUNG | deutsch-schwedische Pferdetrainerin und Schriftstellerin |
| GEBURTSDATUM     | 1959                                                     |
| GEBURTSORT       | Hamburg                                                  |